# Hygrophorus lucorum
Hygrophorus lucorum (Karl Kalchbrenner, 1874) din încrengătura Basidiomycota, în familia Hygrophoraceae și de genul Hygrophorus, este o specie răspândită de ciuperci comestibile care coabitează, fiind un simbiont micoriza (formează micorize pe rădăcinile arborilor). O denumire populară nu este cunoscută. În România, Basarabia și Bucovina de Nord trăiește în păduri luminoase și ierboase de conifere, preferat pe sol calcaros, aproape numai sub larici, dar ocazional și pe lângă pini, adesea împreună cu Suillus grevillei, crescând în grupuri. Apare de la câmpie, dar mai des la deal și la munte, din (august) septembrie până în noiembrie (decembrie).

## Taxonomie

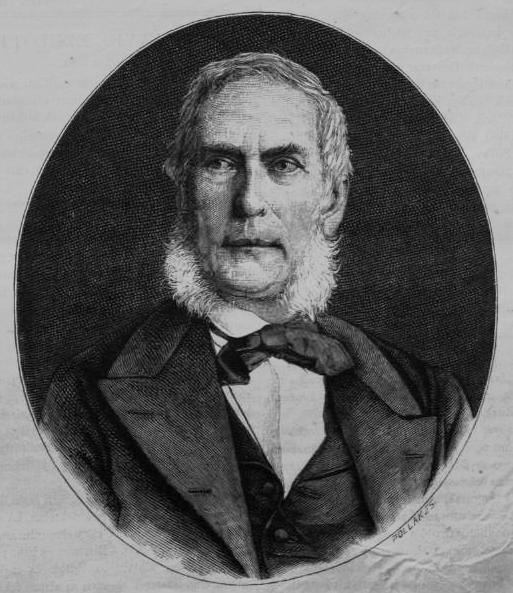
Karl Kalchbrenner

Numele binomial Hygrophorus lucorum a fost determinat de micologul austro-ungar Karl Kalchbrenner în volumul 3 al operei sale Icones selectae Hymenomycetum Hungariae din 1874, fiind și numele curent valabil (2023). 
Sinonim obligatoriu este Limacium lucorum al botanistului și micologului german Paul Christoph Hennings din 1898, bazând pe descrierea lui Kalchbrenner. Toate celelalte încercări de redenumire precum formele descrise sunt acceptate drept sinonime.
Epitetul specific este derivat din substantivul latin (latină lucus=dumbravă, pădure, luminiș acoperit cu vegetație), aici folosit genitivul plural, datorită locului de dezvoltare al speciei.

## Descriere

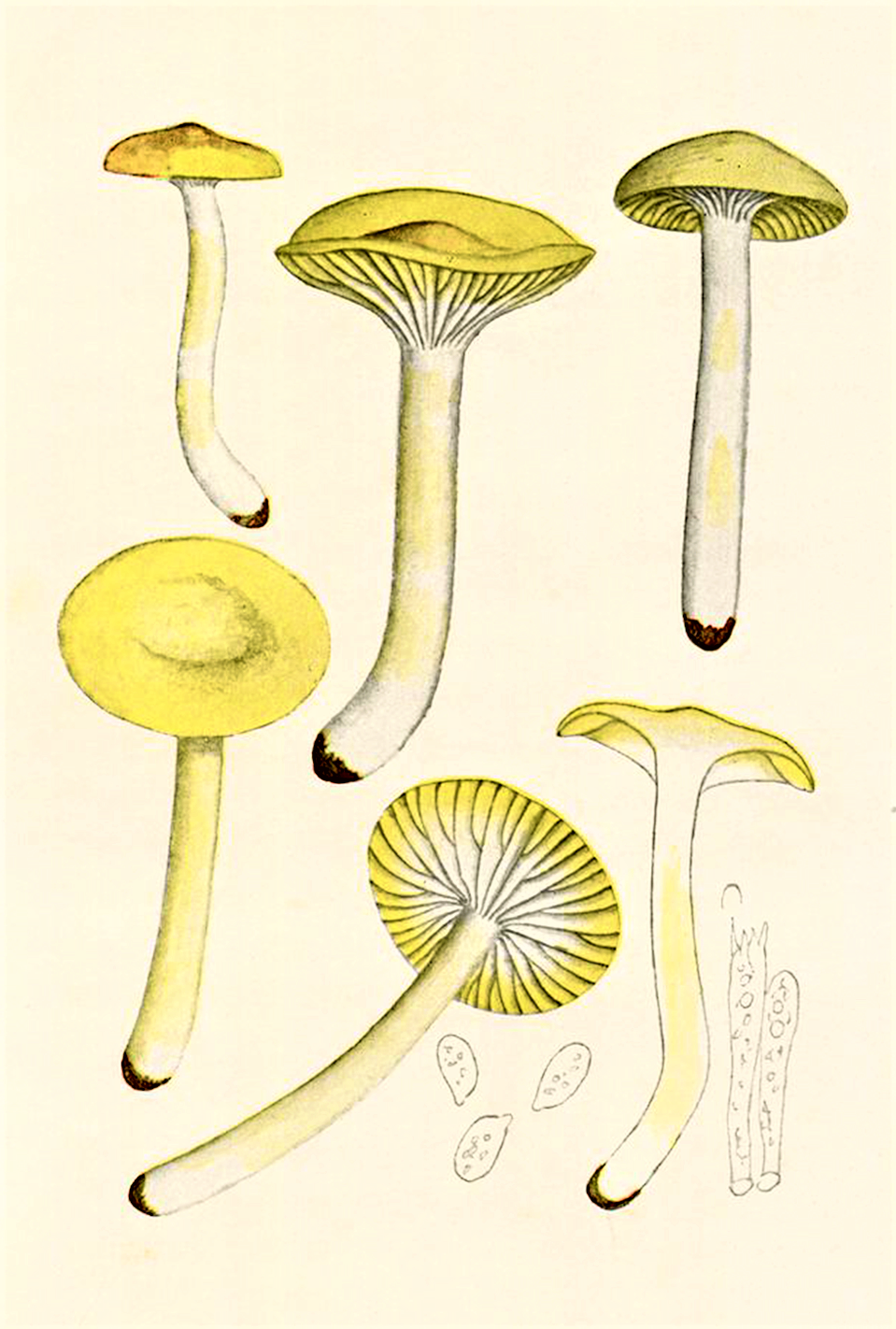
Bres.: Hygrophorus lucorum

- Pălăria: destul de cărnoasă, nehigrofană, cu un diametru de 2-6 cm este conic-convexă cu marginea răsucită spre inferior, apoi plan-convexă, în sfârșit aplatizată până la ușor deprimată, cu sau fără o cocoașă mică lată și obtuză, marginea fiind atunci nu rar răsucită în sus. Cuticula, la margine cu fulgi mici fugaci, albicioși până gălbui (resturi ale vălului parțial), mată și încarnată fin radial când este uscat, devine glutinoasă până vâscoasă la umezeală. Coloritul este galben de lămâie până la galben crom cu centrul mai închis, galben-portocaliu, iar spre margine mai deschis.
- Lamelele: destul de groase și îndepărtate cu lameluțe intercalate de lungime diferită, parțial ondulate, sunt adnate sau scurt decurente la picior. Coloritul este alb cu nuanțe galben de lămâie, în special spre margine, îngălbenind la bătrânețe pe deplin, chiar și galben-cenușiu. Muchiile sunt netede.
- Piciorul: de 4-7 cm lungime și 0,7-1 (1,2) cm grosime este solid, ceva fibros, cilindric, uneori slab îndoit, spre bază adesea ceva umflat, mai întâi plin, apoi gol pe dinăuntru, fiind conectat la început cu marginea pălăriei printr-un material subțire, alb și vâscos. Suprafața în general mată, uneori presărată cu fibrile subțiri, este în tinerețe cleioasă, apoi mai mult sau mai puțin uscată. Coloritul spre vârf alb se prezintă în rest gălbui până galben. Nu poartă un inel.
- Carnea: puțin moale, în picior fibroasă, albă până la galben pal, sub cuticulă mai intens galbenă, nu se decolorează după tăiere. Mirosul inițial imperceptibil devine cu timpul slab aromatic, de ciuperci, gustul fiind blând.[3][4]
- Caracteristici microscopice: are spori netezi, hialini (translucizi), în majoritate alungit elipsoidali, rar și elipsoidali, cu un apendice hilar mic, măsurând 6,5-9 (10) x (3,5) 4-5,5 microni. Pulberea lor este albă. Basidiile clavate îngust cu 4 sterigme fiecare (uneori cu 4 și 2 spori amestecați) au o dimensiune de 36-52 x 7,5-9 microni. Pileipellis este un ixo-trichoderm de până la 350 µm grosime, constând din hife ascendente și erecte, împletite complicat pe dedesubt, dar împletite lejer pe deasupra, cu elemente zvelte, cilindrice de 1,5-4 (5) µm lățime precum elemente terminale cu o dimensiune de 40-80 x 2-3,7 microni. Prezintă o pigmentație intracelulară palid galbenă, încrustând fin pe o parte a hifelor. Stipitipellis (coaja piciorului) este o ixocutis de până la 80 µm lățime, formată din hife ascendente și întinse, cu elemente cilindrice, late 2-4 µm, cu puține capete libere împrăștiate. La vârful tijei se află o cutis uscată cu smocuri de hife erecte de până la 75 µm lungime, elementele terminale fiind cilindrice până clavate cu o mărime de 19-35 x 15-17,5 microni. Conexiuni cu cleme sunt prezente. Trama himenoforală este bilaterală, alcătuită din elemente cilindrice până la destul de umflate de 35-120 x 4-18 microni. Cistidele (elemente sterile situate în stratul himenal sau printre celulele din pielița pălăriei și a piciorului, probabil cu rol de excreție) lipsesc.[8][9]
- Reacții chimice: carnea se decolorează cu sulfovanilină violet.[10]

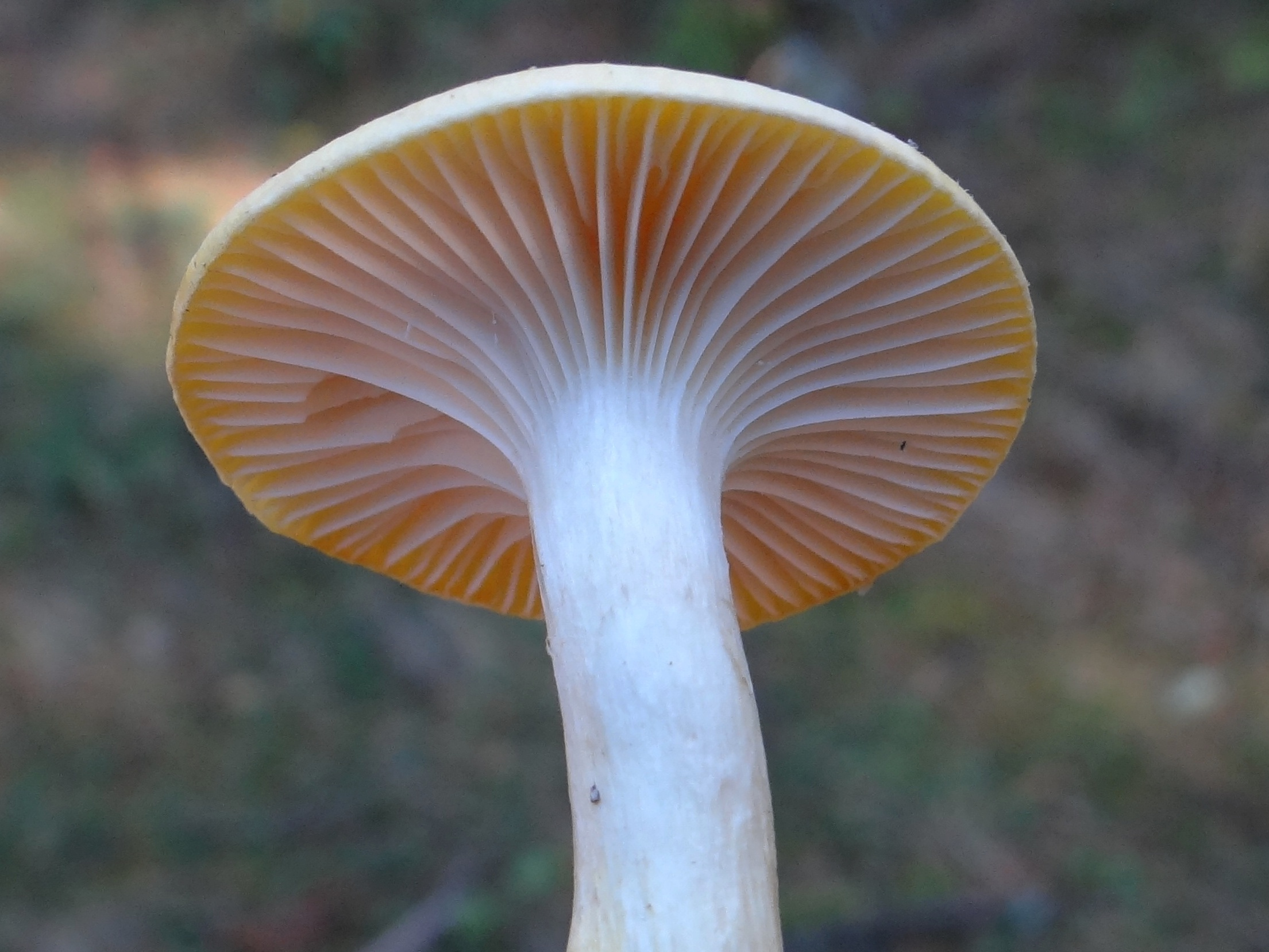
H. lucorum mai tânăr: lamele și picior
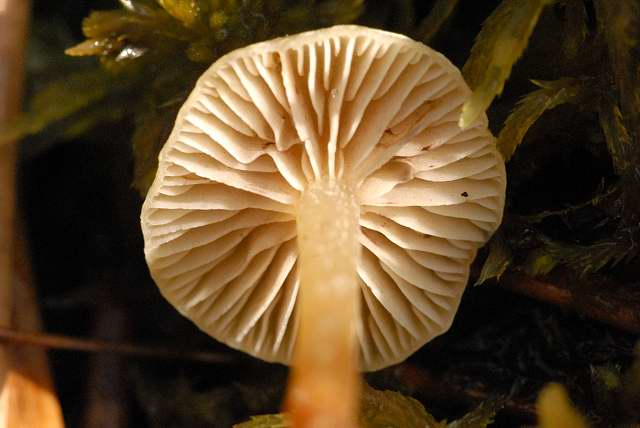
H. lucorum mai bătrân: lamele și picior
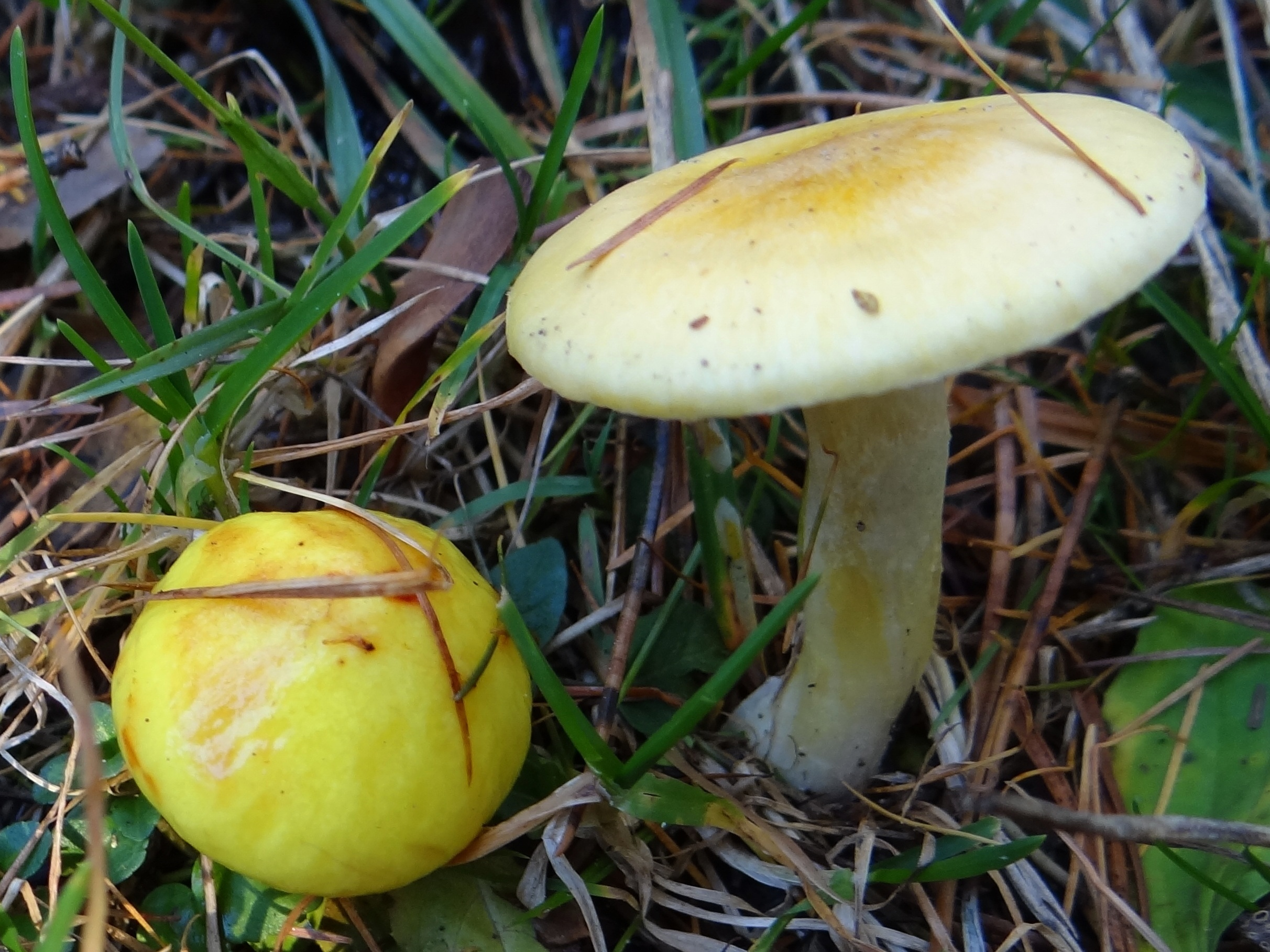
H. lucorum tânăr și matur

## Confuzii
În mod general, Hygrophorus lucorum poate fi confundat cu ciuperci comestibile mai mult sau mai puțin savuroase cum sunt: Cuphophyllus colemannianus sin. Hygrocybe colemanniana (comestibil), Cuphophyllus pratensis sin. Hygrocybe pratensis, ciuciuleni de iarbă) (comestibil), Hygrophorus aureus (comestibil),+ imagini, Hygrophorus chrysodon (comestibil), Hygrophorus gliocyclus (comestibil, Hygrophorus hypothejus (variația aureus, comestibil), Hygrophorus ligatus (comestibil, se dezvoltă sub molizi, fără miros sau gust specific) Hygrophorus nemoreus (comestibil), Hygrophorus penarius comestibil, se dezvoltă tot sub fagi dar și sub stejari, mai gălbui) Hygrophorus pudorinus (comestibil), sau Hygrophorus speciosus (comestibil.

## Specii asemănătoare în imagini

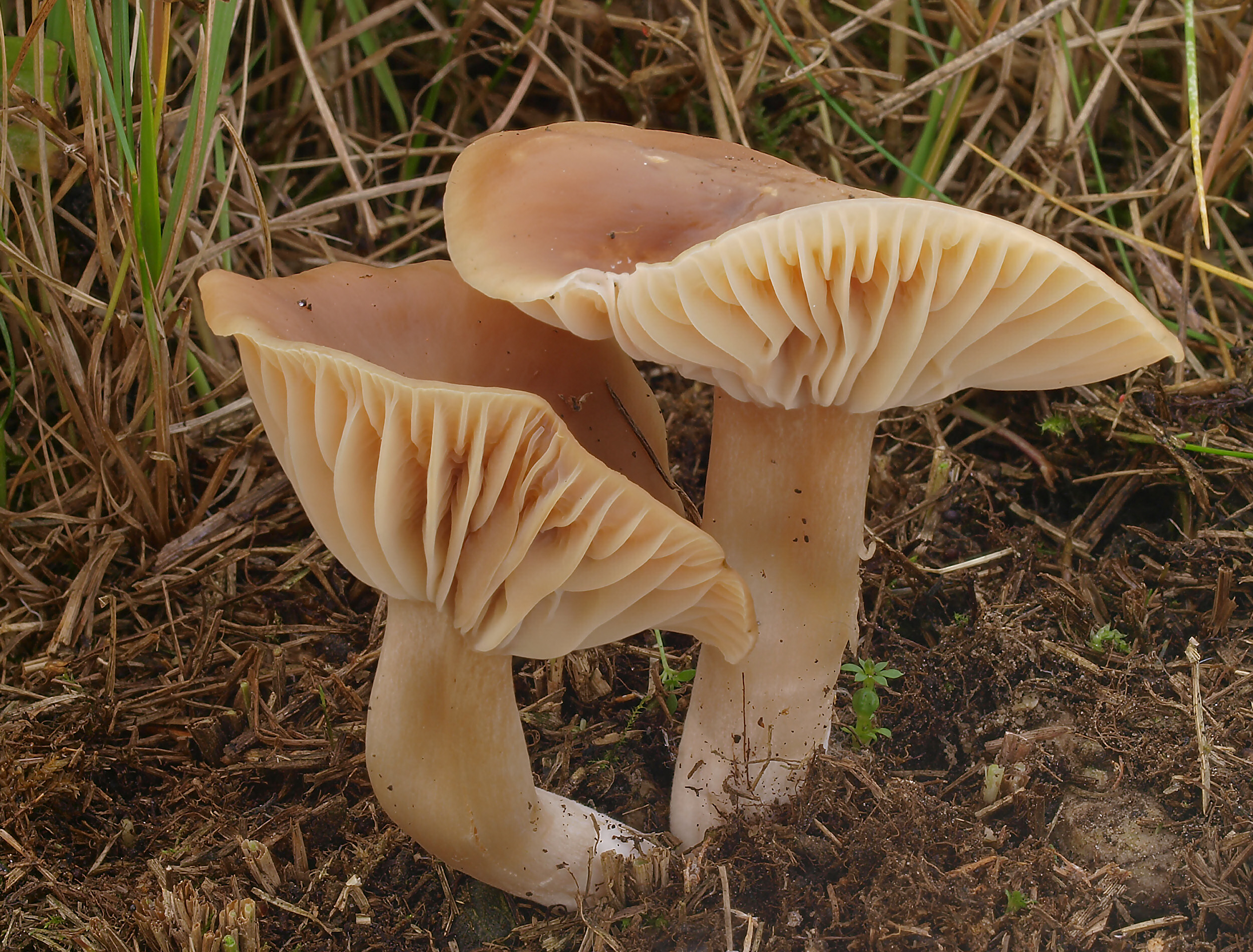
Cuphophyllus colemannianus sin. Hygrocybe colemanniana
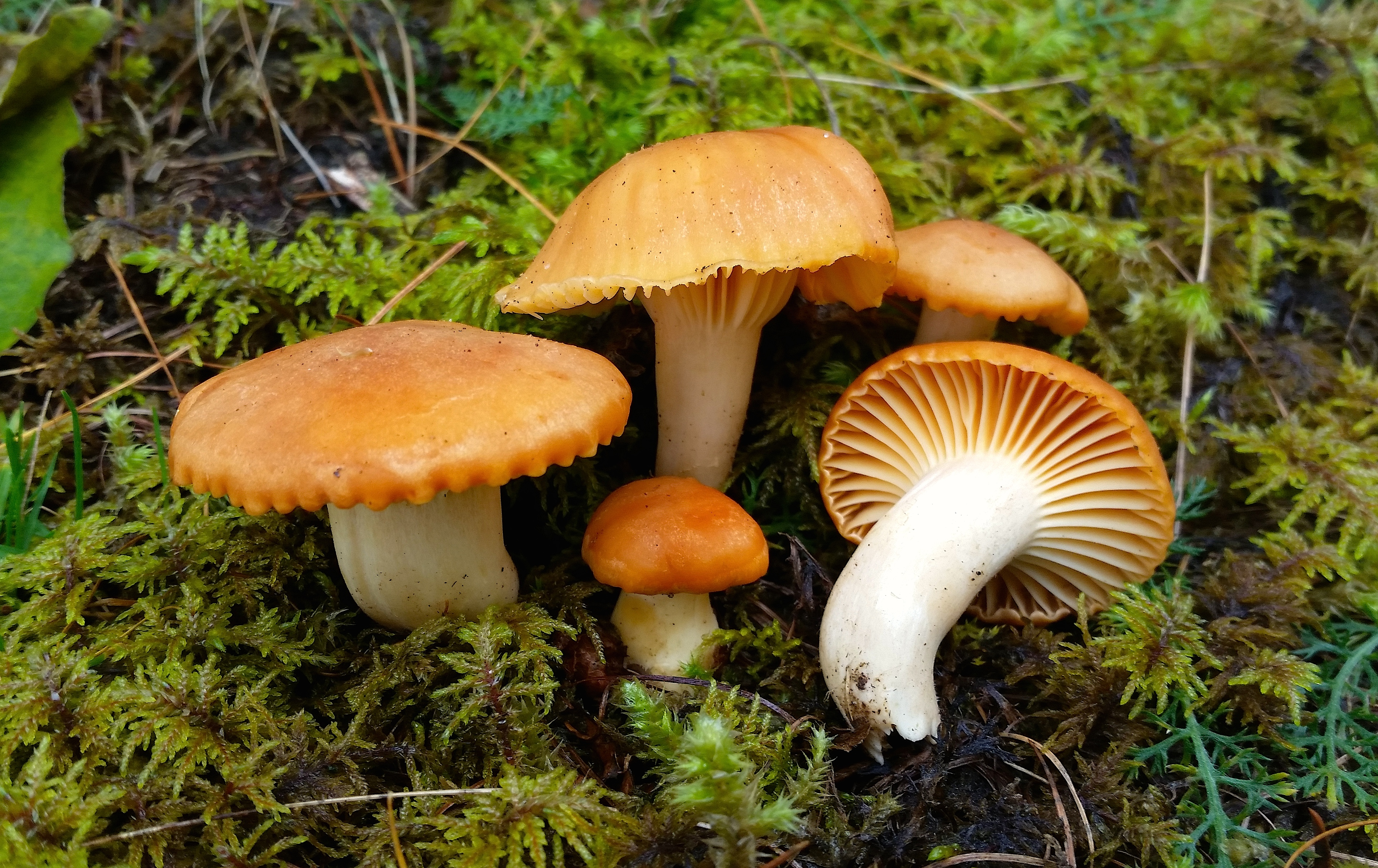
Cuphophyllus pratensis sin. Hygrocybe pratensis
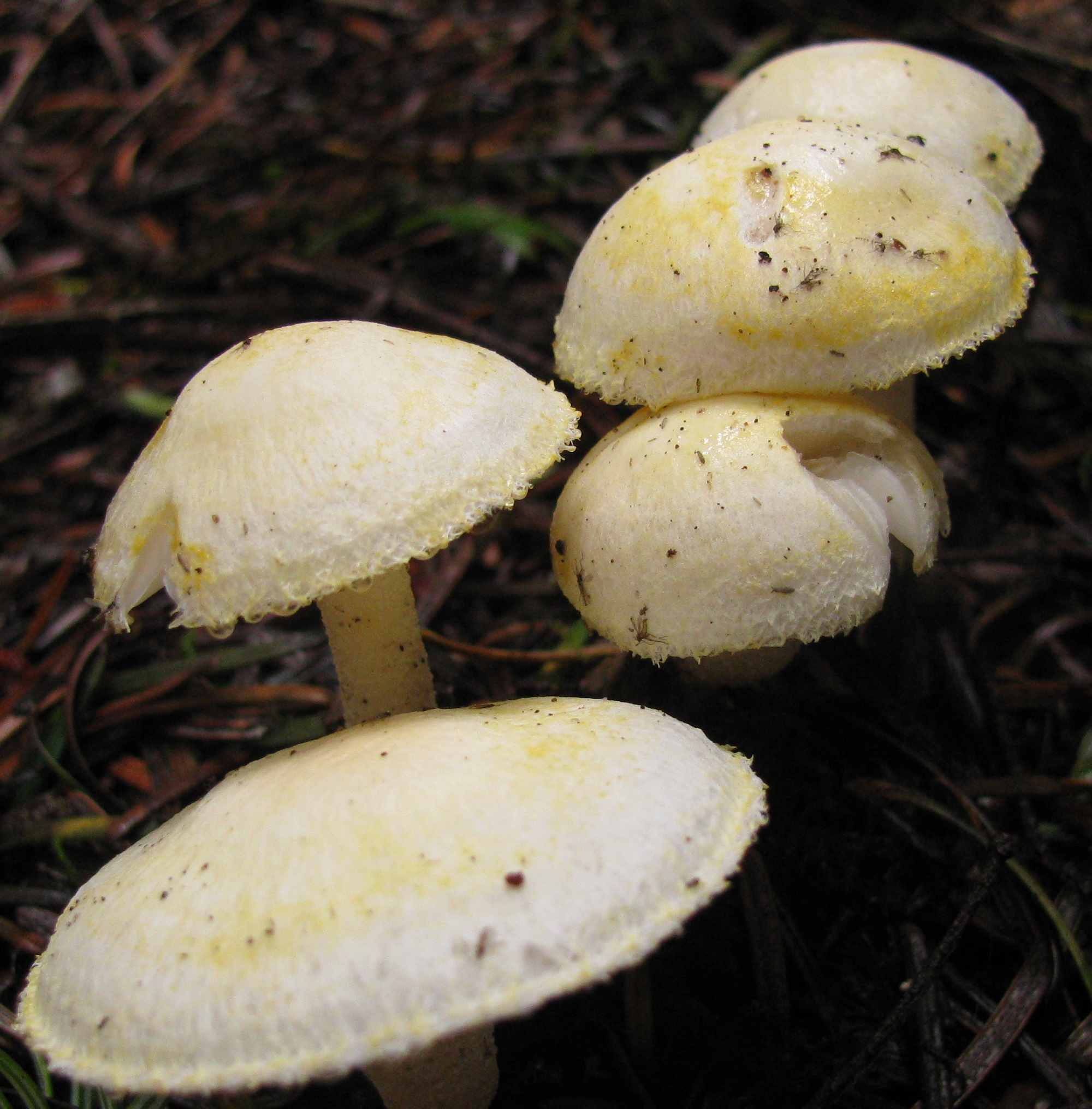
Hygrophorus chrysodon
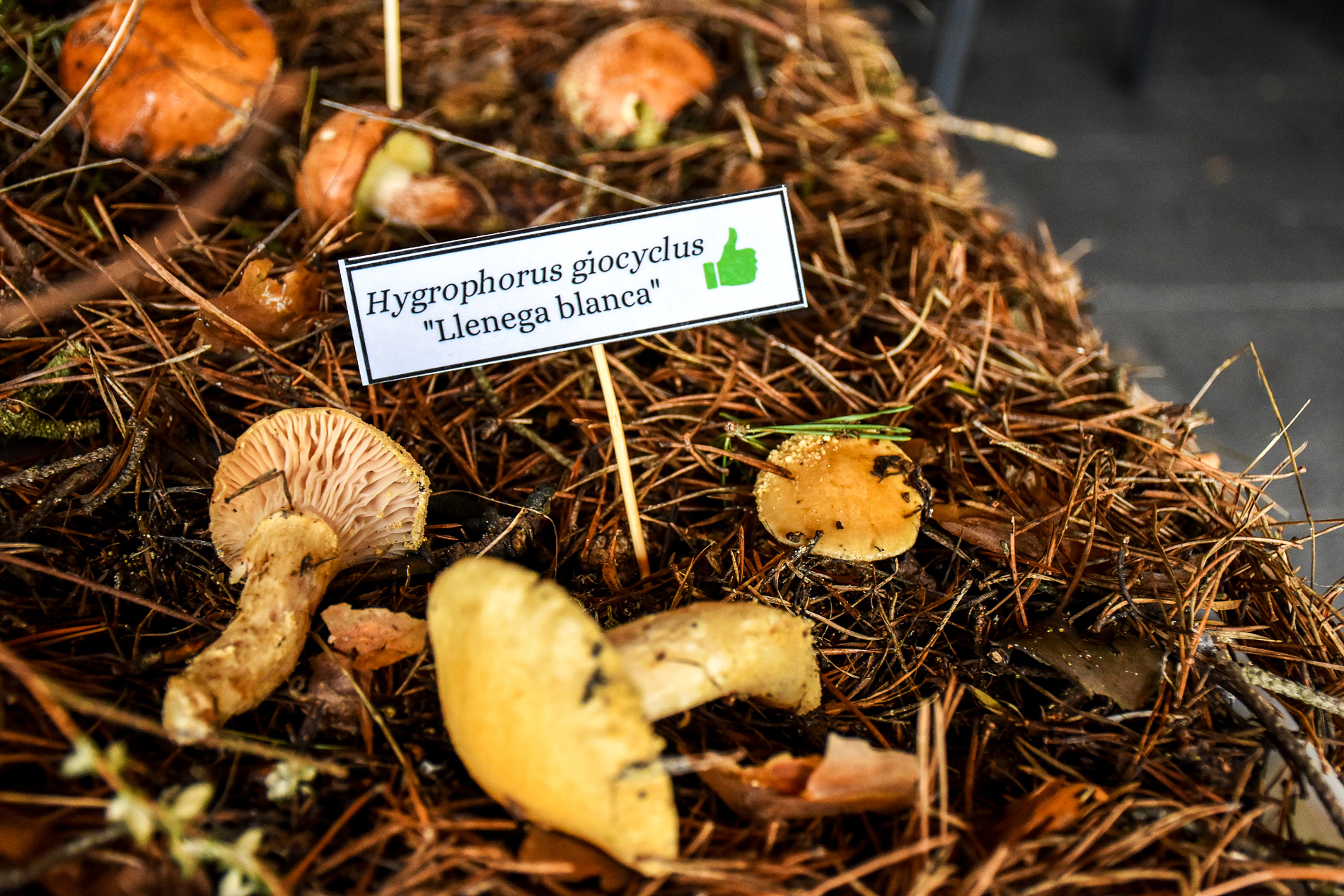
Hygrophorus gliocyclus
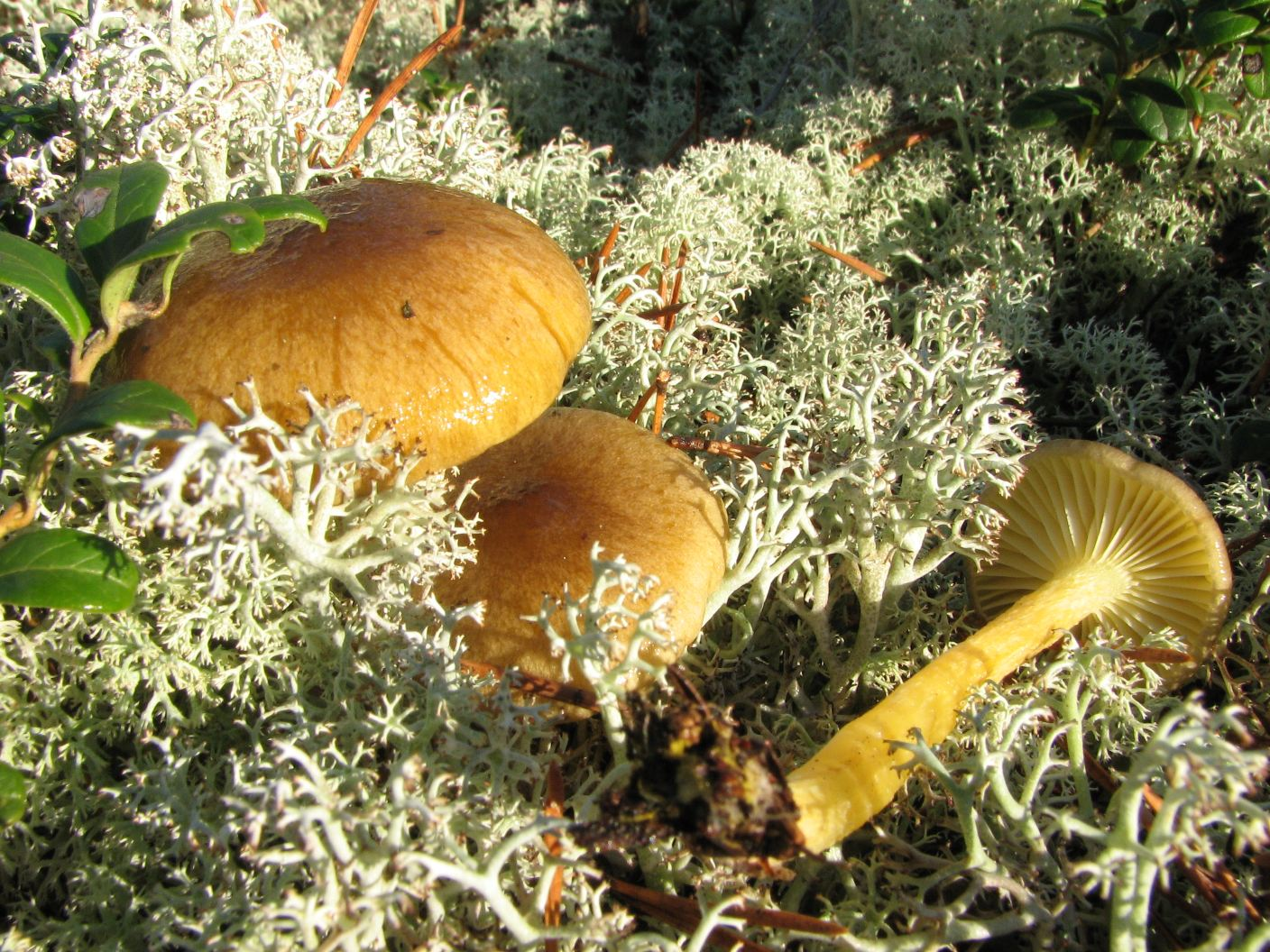
Hygrophorus hypothejus

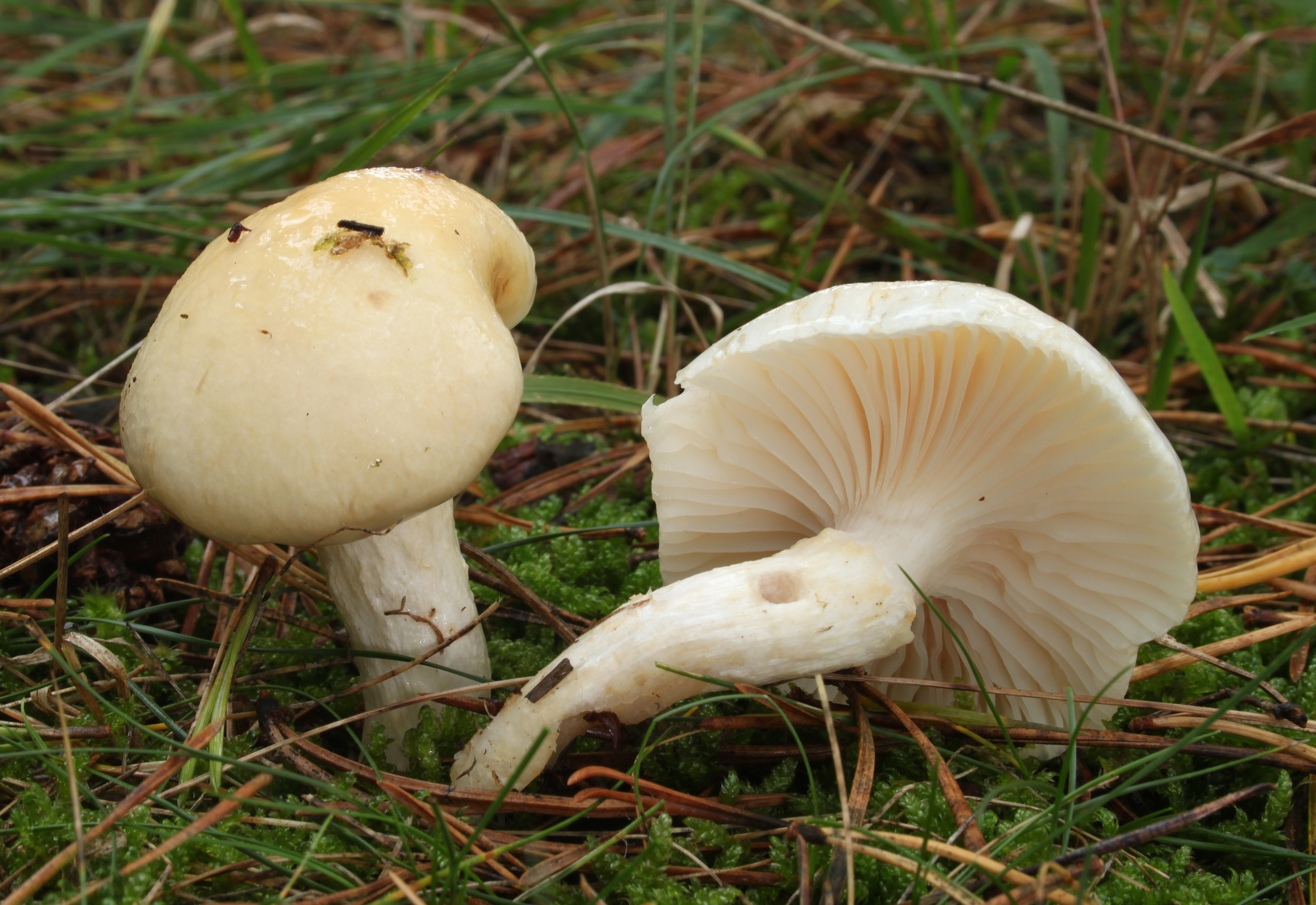
Hygrophorus ligatus
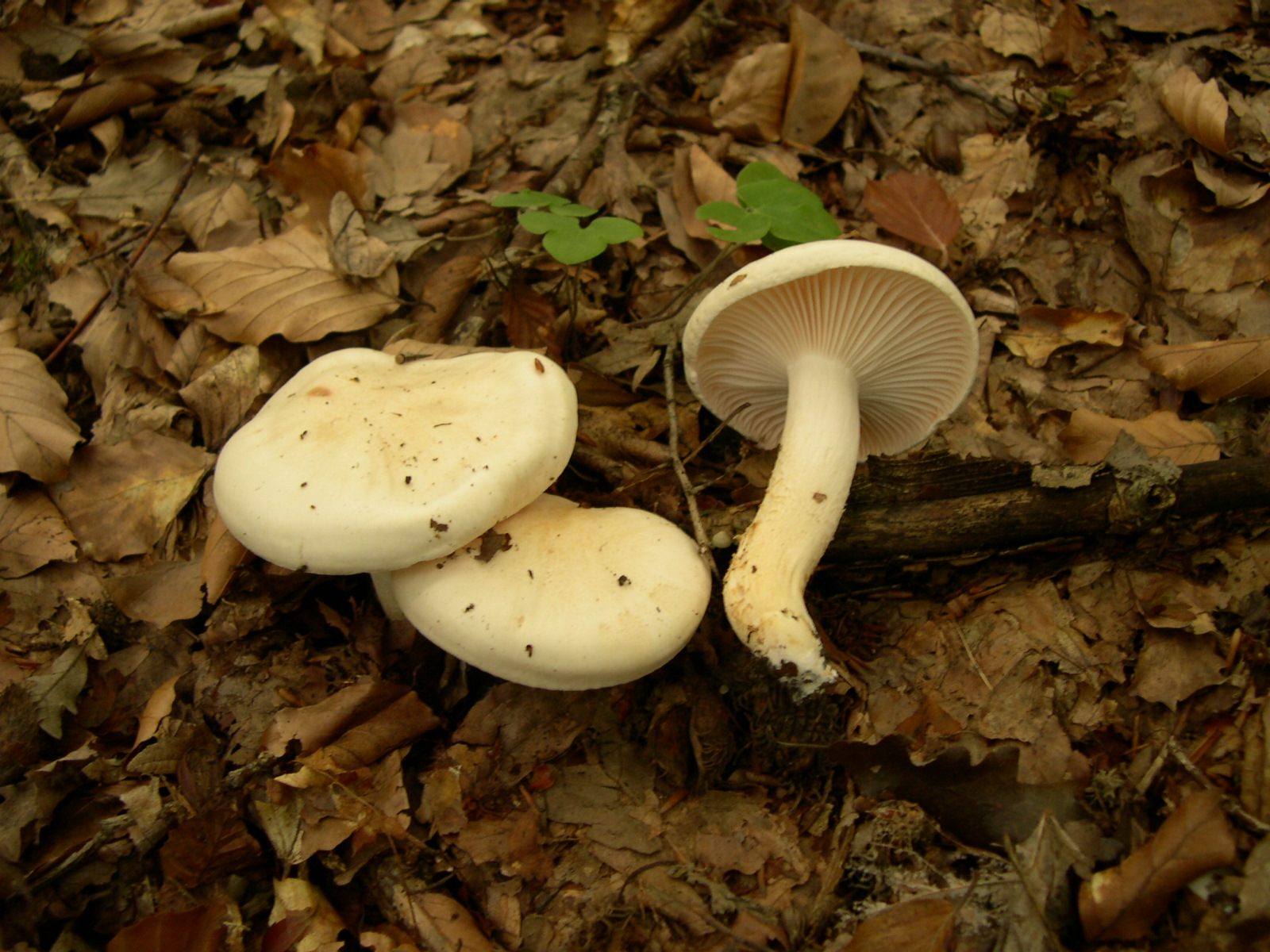
Hygrophorus penarius
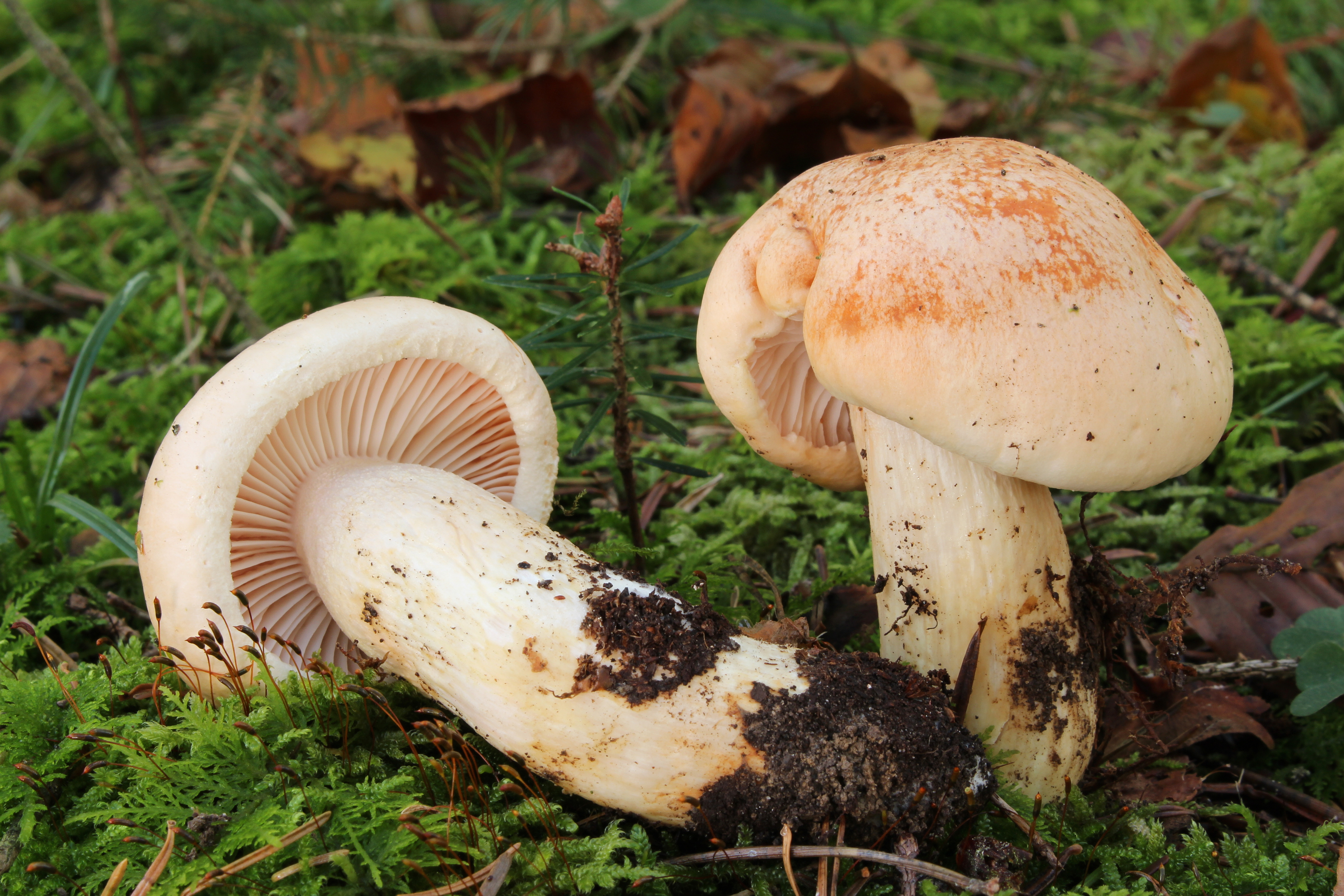
Hygrophorus pudorinus
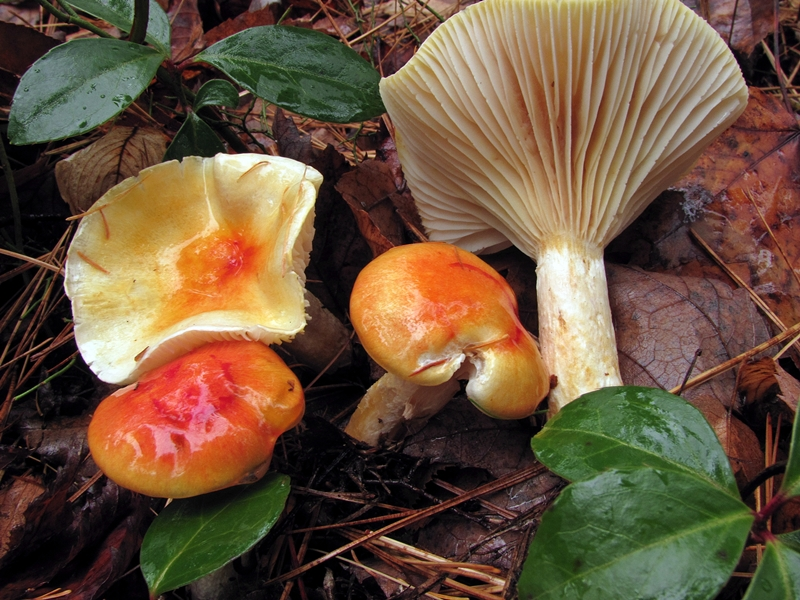
Hygrophorus speciosus

## Valorificare
Hygrophorus lucorum este o specie destul de gustoasă și aromatică care se potrivește în bucătărie nu numai ca adăugare la o mâncare de alte ciuperci. Mucegaiul posibil dispare complet la prăjit sau fierbere.